# Асессоров, Иван Фёдорович
Ива́н Фёдорович Асе́ссоров (1 января 1921 — 25 мая 1962) — полковник танковых войск, Герой Советского Союза (17.10.1943).

## Биография
Родился 1 января 1921 года в деревне Гремячка в крестьянской семье. Русский. Образование среднее.
В Красной армии с 1940 года. В 1941 году окончил Харьковское военное пехотное училище. В действующей армии с августа 1942 года. Член ВКП(б) с 1943 года.
Заместитель командира мотострелкового батальона 150-й танковой бригады (60-я армия, Центральный фронт) капитан Иван Асессоров отличился в бою за освобождение города Путивль Сумской области Украины. С ротой автоматчиков он активно участвовал в уничтожении вражеского гарнизона города, и лично истребил до трёх десятков гитлеровцев.
9 сентября 1943 года, когда был ранен командир батальона, капитан Асессоров И. Ф. принял командование на себя.
В боях за расширение плацдарма на правом берегу реки Днепр севернее столицы Украины Киева батальон под командованием капитана Асессорова сутки сдерживал вражеские контратаки, подбив два танка, несколько орудий и пулемётов и уничтожив более полутора сотен фашистов. Был ранен, но поля боя не покинул.
Указом Президиума Верховного Совета СССР от 17 октября 1943 года за образцовое выполнение боевых заданий командования на фронте борьбы с немецко-фашистскими захватчиками и проявленные при этом мужество и героизм капитану Асессорову Ивану Фёдоровичу присвоено звание Героя Советского Союза с вручением ордена Ленина и медали «Золотая Звезда» (№ 1828).
После Великой Отечественной войны И. Ф. Асессоров продолжал службу в армии на командных должностях. В 1948 году он окончил Ленинградскую высшую бронетанковую школу, а в 1956 году — Военную академию бронетанковых войск. С 1959 года полковник И. Ф. Асессоров — в запасе.
Жил в Москве, с 1960 г. — в Орле. Умер 25 мая 1962 года.

## Награды
- Медаль «Золотая Звезда» Героя Советского Союза (№ 1828) (17.10.1943)
- Орден Ленина (17.10.1943)
- Орден Красного Знамени (20.02.1945)
- Орден Александра Невского (13.01.1944)
- Орден Отечественной войны I степени (31.05.1945)
- Два ордена Красной Звезды (20.01.1943; 1955)
- Медали, в том числе:
  - Медаль «За боевые заслуги» (29.09.1942)
  - Медаль «За освобождение Праги» (1945)
  - Медаль «За победу над Германией в Великой Отечественной войне 1941—1945 гг.» (1945)

## Память
- Похоронен на Троицком кладбище в Орле.